# Numeszianosz
Numeszianosz (2. század) görög orvos.

## Élete
Az ókori szerzők Numiszianosz és Nomiszianosz néven is említik. Korinthoszban élt, jeles orvos és híres anatómus volt. A bonctanban Quintus volt a mestere. Numeszianosz hamarosan túlszárnyalta mesterét, úgyhogy a tanulni vágyó orvosnövendékek nagy számban sereglettek hozzá Korinthoszba. Egy ideig Galénosz is az ő tanítványa volt, és később igen dicsérőleg nyilatkozott mesteréről. Hippokratész aforizmáihoz egy, korában nagy becsben tartott kommentárt készített, ám műve nem maradt fenn.